# 邵珮詩
邵珮詩（英語：Veronica Shiu Pui Si，1990年4月30日—），香港女演員及主持，為《2014年度香港小姐競選》冠軍得主以及前無綫電視節目主持兼經理人合約女藝員，英文名字和亞洲小姐出身的葉玉卿一樣而被稱為小V。

## 個人經歷
邵珮詩是華裔加拿大溫哥華人，1990年於香港出生，6歲隨家人移民加拿大溫哥華，並且在當地長大。畢業於Eric Hamber Secondary School，在2011年於溫哥華西門菲莎大學心理學系學士畢業。在溫哥華求學時期曾學習Michael Jackson的「Moonwalk」舞蹈以及參加舞台劇演出。
邵珮詩在溫哥華西門菲莎大學畢業後，參加2012年溫哥華華裔小姐競選，當年參賽編號為3號，但敗於鄧佩儀得亞軍。2013年卸任後翌年隨即參選《2014年度香港小姐競選》，以大熱門姿態橫掃「冠軍」、「最上鏡小姐」及「友誼小姐」3個大會獎項，是繼徐子珊之後，相隔10屆後贏得所有大會獎項的香港小姐競選冠軍；同時是繼張名雅後，第2位獲得香港小姐競選冠軍的溫哥華華裔小姐競選亞軍以及繼張嘉兒及張名雅後，第三位獲得香港小姐競選冠軍的溫哥華華裔小姐候選佳麗。邵珮詩當選香港小姐競選冠軍後，代表香港出戰2015年度國際中華小姐競選，並獲得亞軍。

### 參加香港小姐競選比賽
卸任華姐後她翌年即時返回香港參加2014年度香港小姐競選，參選編號為15號。在2014年度香港小姐競選在準決賽前的「友誼小姐」16位佳麗互選中與另一位佳麗獲得相同的票數，而在眾佳麗退席重新投票下，先拔頭籌贏得「友誼小姐」奬項。而邵珮詩亦順利在8月24日的準決賽成功進入最後10強。其後，因其豐滿的身材，而被傳媒看好，成為大熱。
她的胸口有一塊胎記，她解釋胎記是家族遺傳，自己出生時已有，而父親同樣有胎記。在2014年度香港小姐競選的三強問答環節中，邵珮詩在回應網民「五叔公」批評她「大腿很粗」後，隨即被問星級選民曾志偉問及「心口有胎記，是一個遺憾」，邵珮詩回應指「她在18歲時發現有這胎記，當時很不開心，一直怪責自己；但現在已接受了，反而很欣賞這東西（胎記），亦因此令自己變得更堅強」。最後她在該環節的現場觀眾投票中，獲得351個「Like」，只有47個「Dislike」，被另一星級選民陳百祥指那47個「Dislike」有「妒忌成份」。
其後邵珮詩己於8月31日決賽中在15個現今為無綫電視女藝員組成的「最上鏡小姐評審團」互選下成為「最上鏡小姐」二強。在選出二強後投下邵珮詩一票的姚子羚覺得「邵珮詩各方面都很平均，加上第一眼見到邵珮詩，覺得她很笑容甜美，所以選她為最上鏡小姐」；而主持最上鏡小姐環節的「星級選民」容祖兒更補充「被邵珮詩的笑容融化」。最後邵珮詩以八比七的比數，一票之差壓倒最上鏡小姐二強中另一位佳麗3號黃碧蓮，贏得「2014最上鏡小姐」獎項。而邵珮詩與黃碧蓮同為2012年度溫哥華華裔小姐競選的佳麗，但在該比賽中2號黃碧蓮卻是「最上鏡小姐」。值得一提的是15位評判中，其中一位評判是2012年度溫哥華華裔小姐競選及2013年度國際中華小姐競選冠軍鄧佩儀，她是投下邵珮詩一票的。
在決賽宣佈大會評判甄選的最後3強前，3位大會司儀及4位星級選民當中，有6位皆選擇邵珮詩為心水最後3強。最後，邵珮詩成為5位大會評判選擇的最後3強；最後在255,955觀眾一人一票下，獲得156,191票，當選2014年度香港小姐競選冠軍。邵珮詩的當選，令她成為首位參選編號為「15」的香港小姐競選冠軍。更是繼徐子珊後，相隔10屆後的「三料港姐」。
巧合的是，邵珮詩與為她加冕，前任冠軍陳凱琳一樣，同樣於溫哥華西門菲莎大學畢業；陳凱琳參選時編號為17號，決賽最上鏡小姐評判有17位及有17萬人投票給她，而邵珮詩參選時為15號，最上鏡小姐評判有15位及有15萬人投票給她，而兩人同樣獲得「最上鏡小姐」獎。另外，繼張名雅之後，邵珮詩是第二位得到香港小姐冠軍和溫哥華華裔小姐亞軍名銜的佳麗。
於競選過後，有報導指邵珮詩為維他奶創辦人的後人，其「太公」為創辦人之一邵蔚明。然而，在2016年5月19日的《今日VIP》裏，邵珮詩澄請她爺爺退休後，所有直屬親屬已沒有接班其「荳奶」的生意，故此在邵珮詩爺爺那一代開始，所有有關維他奶的生意已並非邵珮詩家族所擁有。

### 參加國際中華小姐比賽
由於邵珮詩於12年度溫哥華華裔小姐競選只得亞軍，因此不獲代表溫哥華參選2013年度國際中華小姐競選。在飲恨兩年後，至15年她才以「香港小姐冠軍」身份正式出戰15年度國際中華小姐競選。決賽當晚率先成為18位佳麗互選及100位「專業界別」評審的3強。而5位大會評判之一的陳法蓉以「我的心水與大家住得很近」暗示邵珮詩為她的心水。在5強的才藝表演環節，邵珮詩以「Moonwalk」舞蹈出戰。最後，邵珮詩奪得亞軍，同時為香港贏得第10個國際中華小姐亞軍。

## 演藝事業
邵珮詩於2014年10月正式展開演藝事業，於J2《安樂蝸》、《姊妹淘》等節目中擔任嘉賓，以及主持明珠台節目《港生活‧港享受》。其後獲得多個工作機會，例如拍攝劇集《潮流教主》，飾演一位有「公主病」的角色，以及參與無綫電視2015年度萬千星輝賀台慶及歡樂滿東華的表演環節等。同時，邵珮詩還以旁聽生身份參與第28期無綫電視藝員訓練班，以及出席2015年度萬千星輝賀台慶商場宣傳活動。
在發展演藝事業同時，邵珮詩亦不忘以「香港小姐」身份，出席多個慈善及宣傳香港的活動。例如慧妍雅集的年度慈善晚宴、以「海盗王」造型出席「花卉展」、應香港貿易發展局的邀請到印尼宣傳香港的本土時裝設計等。
在卸任香港小姐冠軍翌年2016年，邵珮詩以第28期無綫電視藝員訓練班身份參與的綜藝節目《Sunday好戲王》首集播出後，被發現貴為香港小姐冠軍的她負責在節目中跳舞，還只擔任伴隨嘉賓及每集評判的角色，被媒體報導並與吳業坤及2011年度香港先生競選冠軍李晉強比較。邵珮詩回應指「不介意位置，只在乎曝光率」，並指由於她參與的2014年度香港小姐競選的「秘密面試」以致未能牽起大眾討論及話題，因此「希望爭取多些機會讓觀眾認識自己，由低做起亦沒所謂。」而節目監製何小慧亦指由於她是「訓練班同學」，而她卸任港姐後會拍劇，成為一般演員，由此要放下「港姐」身段，嘗試不同的工作。在報導刊登後，邵珮詩主動在個人Instagram回應，指自己「並沒有消失，一直都有被給予機會，但參與演出的節目未被播出」，更進一步指「自己愛當一個娛樂家」、「認為當一位演員是不可計較地位/身份，經歷不同的角度才能豐富自己的人生，才可以當一位好演員」。
2016年2月，邵珮詩首套有份參演的劇集《潮流教主》播出後，邵珮詩飾演「莫麗娜」（Nana）。邵珮詩亦得知其有關對於她在劇中表現的報導，而她則積極面對負評，指因為這角色的演繹而令更多的觀眾重新認識她，有不同的迴響亦證明她能成功演繹其角色刁蠻任性的一面。此外，邵珮詩獲得更多的劇集演出機會，包括在2016年4月開始，與不少的前輩如黎耀祥、毛舜筠、湯盈盈、鍾景輝等合作，演出《愛·回家之八時入席》。
2017年2月，邵珮詩有份參演的劇集《愛·回家之開心速遞》播出，她在劇集中飾演心直口快的網店總監秘書侯蔡欣一角，與湯盈盈再度合作演出，演技比演出《愛·回家之八時入席》時有進步，劇中的斯文形象曾讓部分觀眾期待侯蔡欣有獨立故事，而其離開該劇時觀眾感到不捨。

## 演出作品

### 電視劇
| 年份         | 劇名              | 角色            |
| 2016年       | 潮流教主          | 莫麗娜（Nana）  |
| 2016年       | 愛·回家之八時入席 | 殷 欣           |
| 2016年       | 完美叛侶          | 電影女主角      |
| 2017年       | 財神駕到          | 何仙姑          |
| 2017至2018年 | 愛·回家之開心速遞 | 侯蔡欣（欣欣）  |
| 2021年       | 逆天奇案          | Suki            |
| 2021年       | 欺詐劇團          | 漂亮少女        |
| 2023年       | 法言人            | 文美芬（Fanny） |

### 節目主持
| 首播          | 節目名                  | 合作主持                       |
| 2015至2023年  | 港生活·港享受           | 黃庭鋒                         |
| 2016年2月28日 | 奧斯卡®賽前率先睇       | 不適用                         |
| 2018年        | 意外現場                | 吳家樂、江欣燕、黃耀英、鄧智堅 |
| 2019年        | 金豕報歲花車巡遊匯演    | 不適用                         |
| 2020年        | 台北101種玩法（第二輯） | 張楷奕                         |
| 2021年        | 玩起來                  |                                |

### 曾參與的節目
2014年
- 8月22日：預戰沖繩（2014年度香港小姐競選參賽者）
- 8月24日：2014香港小姐競選準決賽（參賽者）
- 8月29日：今日VIP（2014年度香港小姐競選決賽參賽者）
- 8月31日：2014香港小姐競選決賽（參賽者）
- 8月31日：香港小姐傳奇誕生（得獎嘉賓）
- 9月20日：星光熠熠耀保良（嘉賓）
- 10月20日：創新經典 TVB邁向48年台慶亮燈（香港小姐冠軍當然代表）
- 11月8日：TVB創新經典節目巡禮2015（香港小姐冠軍當然代表）
- 11月18日：放學ICU（嘉賓）
- 11月19日：都市閒情（嘉賓）
- 12月22日、12月24日：姊妹淘（嘉賓）

2015年
- 1月25日：2015年度國際中華小姐決賽 （參賽者）
- 3月7日：Think Big 大明星 （星級評委）
- 8月30日：2015年度香港小姐競選決賽（開場表演嘉賓、「友誼小姐」及「最上鏡小姐」頒獎嘉賓、發表卸任感言及冠軍加冕）
- 11月9日—10日：姊妹淘（嘉賓）
- 11月17日：Think Big 天地（嘉賓）
- 11月19日：萬千星輝賀台慶（表演嘉賓）
- 11月29日：Sunday靚聲王（表演嘉賓）
- 12月5日：歡樂滿東華2015（表演嘉賓）
- 全年：港生活‧港享受（Dolce Vita）（主持）

2016年
- 1月13日：酒遍全世界2（星級評判）
- 1月17日—1月24日：Sunday好戲王（主持）
- 1月23日：2016年度國際中華小姐競選（華麗評判團評委、頒獎嘉賓）
- 2月28日：奧斯卡®賽前率先睇（主持）
- 5年19日：今日VIP（嘉賓）
- 9月14日：都市閒情（嘉賓）
- 10月7日：姊妹淘（嘉賓）
- 10月15日：星光熠熠耀保良（表演嘉賓）
- 11月6日：我愛香港（嘉賓）
- 11月19日：萬千星輝賀台慶（表演嘉賓）

2017年
- 7月23日: 群星拱照Big Big Channel
- 8月3日：都市閒情之安齡暑假冇時停（嘉賓）
- 最緊要好好玩 消暑版
- 終極街頭魔法王

2018年
- 新春開運王
- 大玩特玩
- 社企達人
- 一帶一路一狀元
- 意外現場

2019年
- 「娛樂大家」Ep:03

2023年
- 不可能任務

## 曾獲獎項與提名
| 年份   | 獎項                                | 結果 |
| 2012年 | 2012年溫哥華華裔小姐競選 亞軍       | 獲獎 |
| 2014年 | 2014香港小姐競選 冠軍               | 獲獎 |
| 2014年 | 2014年度香港小姐競選 「最上鏡小姐」 | 獲獎 |
| 2014年 | 2014年度香港小姐競選 「友誼小姐」   | 獲獎 |
| 2015年 | 2015國際中華小姐競選 亞軍           | 獲獎 |

## 外部連結
- 邵珮詩的新浪微博
- 邵珮詩的Instagram帳戶
- 邵珮詩的Facebook專頁

| 前任： 陳偉琪 | 溫哥華華裔小姐競選亚軍 2012年 | 繼任： 李佳美 |

| 前任： 陳凱琳 | 香港小姐競選冠軍 2014年 | 繼任： 麥明詩 |

| 前任： 陳凱琳 | 香港小姐競選最上鏡小姐 2014年 | 繼任： 麥明詩 |

| 前任： 歐陽巧瑩 | 香港小姐競選友誼小姐 2014年 | 繼任： 林凱恩 |